# عيون الملاك (فلم)
عيون الملاك (بالإنجليزية: Angel Eyes) وهو فلم دراما رومانسي أمريكي تم إنتاجه في سنة 2001 وهو من إخراج لويس ماندوكي وبطولة جينيفر لوبيز وجيمس كافيزل وجيرمي سيستو وهو من تاليف جيرالد دي بيغو، الفلم يتكلم عن رجل غامض يجد مقبوض عليه من قبل شرطية وثم يكونان علاقة بينهما ويساعدان بعضهما في التعرف على ماضيهما، موسيقى الفيلم من تأليف ماركو بيلترامي، وبسبب هذا الفلم رشحت جينيفر لوبيز لنيل جائزة ألما كأفضل ممثلة ورشح لويز ماندوكي لنيل هذه الجائزة كأفضل مخرج.

## قصة الفيلم
تدور أحداث الفيلم حول ضابطة شرطة في شيكاجو تدعى شارون بوج (جينيفر لوبيز) وألتي تعاني من مشكلات نفسية قديمة تتعلق بعائلتها. تتعرض لحادث أثناء مطاردتها لأحد المجرمين، وينقذها من الحادث رجل يدعى كاتش لامبرت (جيمس كافزيل). وفيما بعد تتكون علاقة بينهما وتقع شارون في حب كاتش ذلك الرجل الغامض التي تحاول معرفة الكثير عنه.

## روابط خارجية
- مقالات تستعمل روابط فنية بلا صلة مع ويكي بيانات